# Anisostena missionensis
Anisostena missionensis es una especie de coleóptero de la familia Chrysomelidae. Fue descrita científicamente por primera vez en 1947 por Monrós & Viana.